# Api-rave
L'api-rave (Apium graveolens var. rapaceum), és una varietat d'Apium graveolens pertanyent a la família de les apiàcies. A diferència de l'api (Apium graveolens var. dulcis), del qual només s'aprofiten les penques i les fulles, l'api-rave es cultiva precisament per aprofitar el coll bulbós.

## Etimologia
- Apium: prové de la paraula en llatí vulgar apĭum, que és com anomenaven a l'api comú. Alhora, aquest mot esdevé del grec απιον (ápion, abella), segurament per la gran quantitat de pol·linitzadors que atrauen les seues flors.[3]
- graveolens: prové de la composició de dos vocables llatins gravis (greu, fort o pesant) i olens (olor), fent clara al·lusió a la forta olor que desprén la planta.[4]
- rapaceum: prové del mot llatí rapum (nap) per la forma semblat a un nap o rave del coll engrossit.[5]

## Història
L'api-rave és una hortalissa antiga, originària de la Conca Mediterrània i del nord d'Europa, pròpia de les estacions fredes, creixent espontàniament en zones pantanoses coneguda i apreciada pel seu abundant contingut en substàncies aromàtiques. Encara que el seu origen fins i tot és motiu de discussió, es diu que existeixen documents antics que va ser cultivada abans de 850 a. C. des de l'edat mitjana va ser on va créixer el seu interés pel cultiu degut a les seues propietats, i hui dia és cultivada a tot el món en regions temperades.
A més a més, els grecs ja gaudien de les seues bondats antany, perquè apareix esmentada en l'Odissea d'Homer sota la denominació de σέλινον (selinon), de la qual esdevé: céleri (francès) i celeriac (anglès). A partir d'aqueix moment, quasi no hi ha referències a aquest vegetal fins a 1600, moment en el qual es va fer molt popular gràcies al céleri rémoulade, un entrant francés elaborat a base d'api-rave ratllat i amanit amb salsa remolada. A l'Estat espanyol no es cultiva pràcticament, no obstant això es produeix abundantment en tots els països de l'Europa occidental, sent un vegetal de consum popular, sobretot a Alemanya, Itàlia, França i Regne Unit.

## Hàbitat i distribució
Costes o terrenys pròximes a la mar, en sòls humits i sovint salobres, però també a l'interior, on possiblement escapa dels cultius. Creix des del nivell del mar fins als 800 m.
Es una planta característica de comunitats de praderies i jonqueres de cobertura elevada formades per neòfits, hemicriptòfits i alguns camèfits halòfils que es disposen en els horitzons mitjà i superior de la cintura intermareal en sòls no gaire salins a conseqüència de l'existència d'aportacions d'aigües dolces.
Es distribueix per les costes d'Europa (pel Nord fins als 56°), Àsia temperada, Nord d'Àfrica. És àmpliament cultivat arreu del món i amb freqüència escapa dels camps de cultiu.

## Descripció
Hemicriptòfit biennal, glabre, amb olor forta i característica, amb l'arrel axonomorfa i tiges de fins de 1 m, erectes, profundament colcats i sòlids. Les fulles inferiors són una vegada pinnatisectes, amb 3-7 pinnes d'1–5 cm, grollerament dentades o a vegades quasi pinnatífides, de contorn deltat o ròmbic. El pecíol és frèvol i embeinador en la major part de la seua longitud. Les fulles superiors en la seua majoria són profundament trilobades o trisectes, amb el pecíol embeinador en quasi tota la seua longitud.
La inflorescència és una umbel·la compostes, sovint oposades a les fulles, amb 4-12(15) radis, de 1–3 cm, subiguals, amb peduncles de 3–18 mm, més curts que els radis, encara que a vegades quasi inexistents. Les bràctees i bractèoles hi manquen. Les umbèl·lules amb radis de 2–4 mm en la fructificació. El calze no presenta dents. Els pètals són de color blanc. Els estils, en la fructificació, són tan llargs com l'estilopodi, recurvats i adpresos. El fruit arriba quasi als 1,5 mm, i són amplament ovoides. Els mericarpis tenen costelles molt visibles però primes. La floració es dona d'abril a agost.
El coll engrossit característic d'aquesta varietat és generalment gruixut i esfèric, i aconsegueix dimensions de 10–20 cm de diàmetre.
La diferència principal amb l'api cultivat per al consum de fulles és que l'arrel està hipertrofiada, formant un òrgan globulós amb forma de pilota que és la part comestible que s'aprofita. El pes d'aquestes arrels està entorn de 0,5–1 kg. És característic la presència d'arrels menudes a la base de l'arrel engruixada. A més, les fulles són una mica més xicotetes i els pecíols estan buits, per la qual cosa no tenen interés per al consum. També pot conviure amb els créixens bords (Apium nodiflorum), però es diferencia fàcilment perquè aquest últim no té els folíols trilobats, a més presenta un rizoma que li permet viure en els corrents d'aigua mentre que Apium graveolens té una arrel pivotant. A més l'època de floració difereix, el primer floreix a l'estiu i el segon a la tardor.

## Conreu
L'api-rave se sembra a finals d'hivern (4-6 setmanes abans de l'època de trasplantament en l'exterior) en almàixeres que cal mantindre-les a una temperatura d'uns 18 °C perquè les llavors puguen germinar correctament. Cal vigilar-les per evitar entollaments, per això és aconsellable que el substrat continga una part d'arena, una altra de terra i una altra de compost o humus de cuc. A l'hora de sembrar la llavor, s'ha de colgar a una profunditat del doble de la seua grandària i cobrir lleugerament, sense pressionar amb força. La terra del planter no ha d'estar molt premsada ni compactada, més aviat airejada i esponjosa. Per a regar els planters és convenient que es faça submergint l'almàixera fins a la meitat en una safata amb aigua i on romandran una estona. L'aigua serà absorbida pels forats inferiors. Així s'evita en gran manera que apareguen fongs.
Quan les plàntules mesuren, almenys, uns 10 cm podem trasplantar-les al seu lloc definitiu (ja siga en cossiol o en terra), deixant una distància de 35-40 cm per a cada planta. També es pot adquirir el planter i trasplantar-lo. Aguantaran bé temperatures entre els 12 i 15 °C, per això sol plantar-se a principis de primavera. Si la temperatura fora inferior a aquestes xifres es poden protegir, l'encoixinat és una bona pràctica que ajudarà a protegir-lo de les baixes temperatures i a mantindre la humitat més fàcilment, podent arribar a suportar gelades a -26 °C. Amb l'api-rave s'ha de tindre especial cura durant aquest procés, perquè és el seu moment més delicat.
L'api-rave es desenvolupa millor amb sol directe i en sòls amb pH des de lleugerament àcid fins a lleugerament alcalí, profunds, fèrtils i humits, de fet, necessitarà un bon adobament de compost o humus de cuc dues vegades durant el seu creixement. També requereixen bones quantitats de nitrogen pel que seria molt beneficiós cultivar-los on la temporada passada teníem lleguminoses i fixadores de nitrogen. Es pot associar bé amb tomateres, porros i cebes.
El cicle d'aquest cultiu es cobreix en 120-180 dies (uns 4-6 mesos), després de compliment el qual es duu a terme la collita. Per a sembres des de principis d'estiu fins a principis-mitjan de tardor la recol·lecció s'escalona entre la tardor i l'hivern. La temporada de collita en els nostres territoris és tardor-hivern cultivat a l'aire lliure. La pujada a flor prematura es pot ocasionar a causa de la incidència de baixes temperatures en cicles d'hivern-primavera.
Nomes es cull cal deixar-lo assecar a sol directe durant 24 hores. Una vegada passat aquest temps, es podrà netejar les fulles i arrels.
Retirar les branques que ixen als costats ajudarà a que l'arrel es desenvolupe millor. Igualment pot necessitar ser calçat per a cobrir-la amb terra mentre es va desenvolupant.

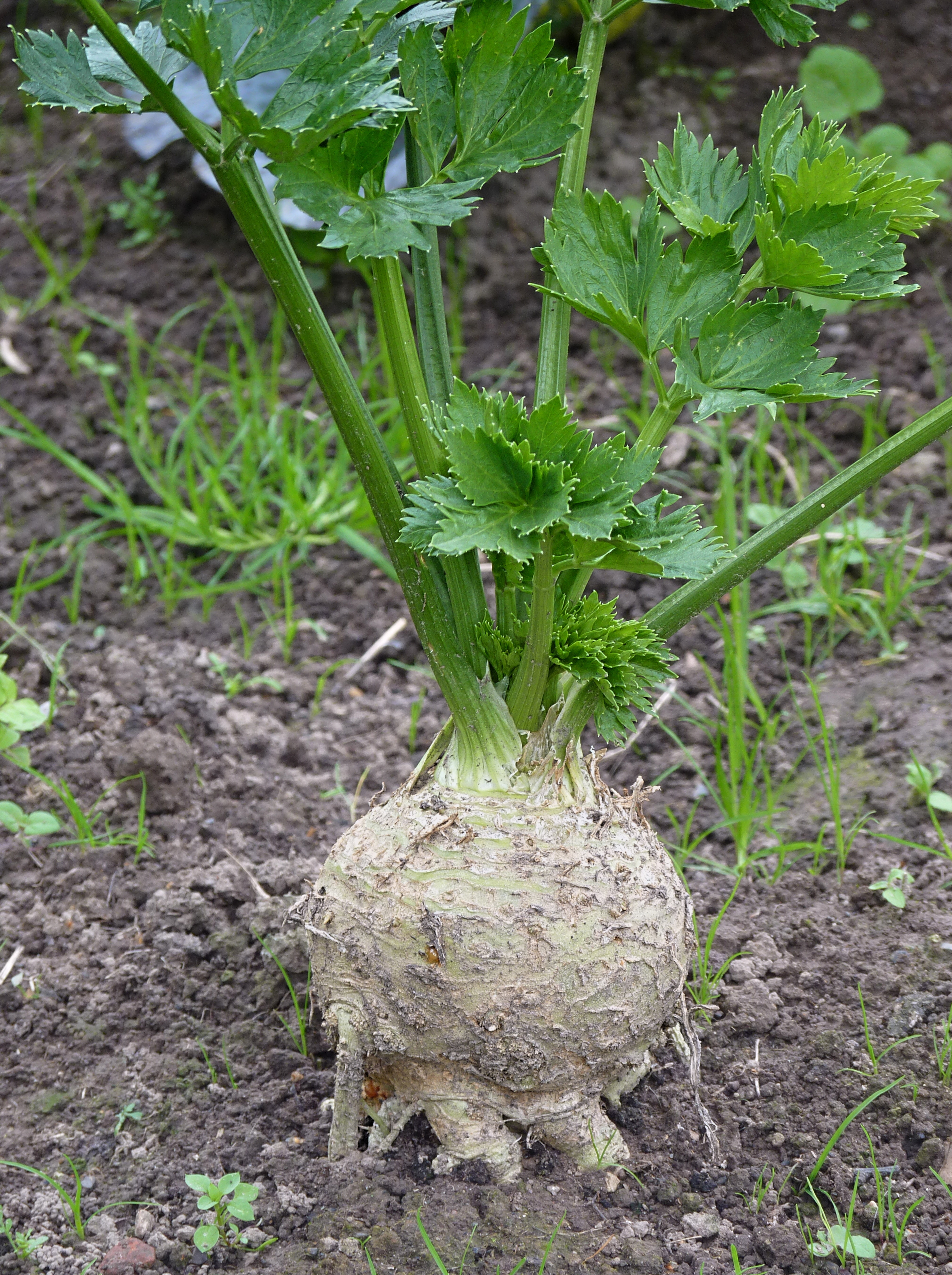

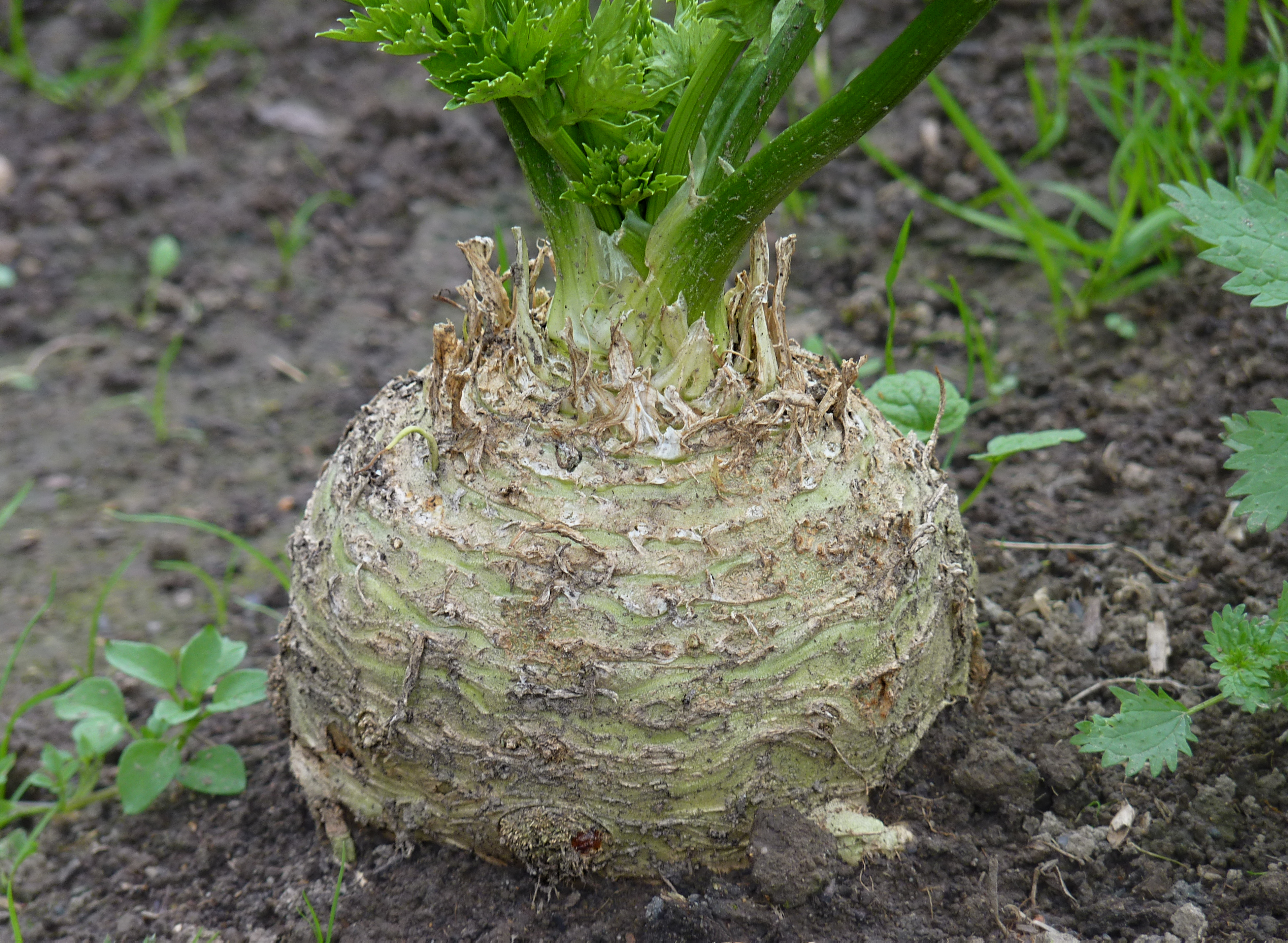

### Varietats
Les principals varietats comercials són:
- Bola de neu
- Naxos
- Llis gros de París
- Gegant de Praga
- Gegant Gennevilliers
- Rodeo
- Gegant de Dinamarca
- De Reuil

### Plagues i malalties
Pel que fa a les plagues, els llimacs i els caragols poden ser un perill, però els podem evitar i combatre de manera ecològica. També pot ser afectat per nematodes fitòfags. A més també hi ha associats fongs i insectes fitòfags:
| Fongs                    | Part atacada         | Símptoma |
| ------------------------ | -------------------- | -------- |
| Acremonium apii          | fulles, tiges        | taques   |
| Cercospora apii          | fulles               | taques   |
| Erysiphe heraclei        | fulles, tiges, flors | cendrosa |
| Sclerotinia scerlotiotum | tiges                | taques   |
| Septoria apiicola        | fulles, pecíols      | taques   |
| Puccinia apii            | fulles               | rovell   |
| Septoria apiicola        | fulles               | taques   |
| Fusarium oxysporum       | coll                 | pudrició |
| Peronospora umbellifarum | fulles               | taques   |

| Insecte               | Part atacada          | Nombre d'hostes |
| --------------------- | --------------------- | --------------- |
| Euleia heraclei       | fulles                | oligòfag        |
| Agonopterix yeatiana  | fulles                | oligòfag        |
| Cavariella aegopodii  | fulles                | oligòfag        |
| Cavariella konoi      | -                     | oligòfag        |
| Dysaphis apiifolia    | arrels                | oligòfag        |
| Liriomyza trifolii    | fulles                | polífag         |
| Lixus iridis          | tiges                 | oligòfag        |
| Dysaphis apiifolia    | fulles, tiges, arrels | oligòfag        |
| Cavariella aegopodii  | fulles, tiges         | oligòfag        |
| Myzus persicae        | fulles, tiges         | oligòfag        |
| Aphis gossypii        | fulles, tiges         | oligòfag        |
| Pseudaletia unipuncta | fulles                |                 |

## Gastronomia
La carn de l'api-rave, de color blanc groguenc pàl·lid, color os, és dura i compacta amb sabor suau d'api, lleugerament dolça i amb regust de julivert. Si trobeu que pesa poc amb relació a la mida és que està passat, perquè està buit i fibrós.
Es pot menjar crua o cuita. Se sol fer servir per donar sabor i aroma a sopes i estofats, però cada vegada més s'està considerant com a protagonista principal en purés, cremes, guisats, al forn, etc. Com que té una pell molt dura s'ha de pelar, i després hi ha diferents opcions de tall segons la recepta (ratllat, daus grans, juliana, daus menuts o trossos grans).
No és massa popular a les nostres terres, però al centre i nord d'Europa està molt ben considerat i apareix en aperitius, amanides, guisats i gratinats al forn i guarnició de carn i peix. De fet, a França és molt popular. Una de les receptes més conegudes és el céléri-rémoulade: una amanida d'api-rave ratllat amb salsa remolada (salsa maionesa amb mostassa, herbes aromàtiques, tàperes, cogombrets en vinagre i anxoves).

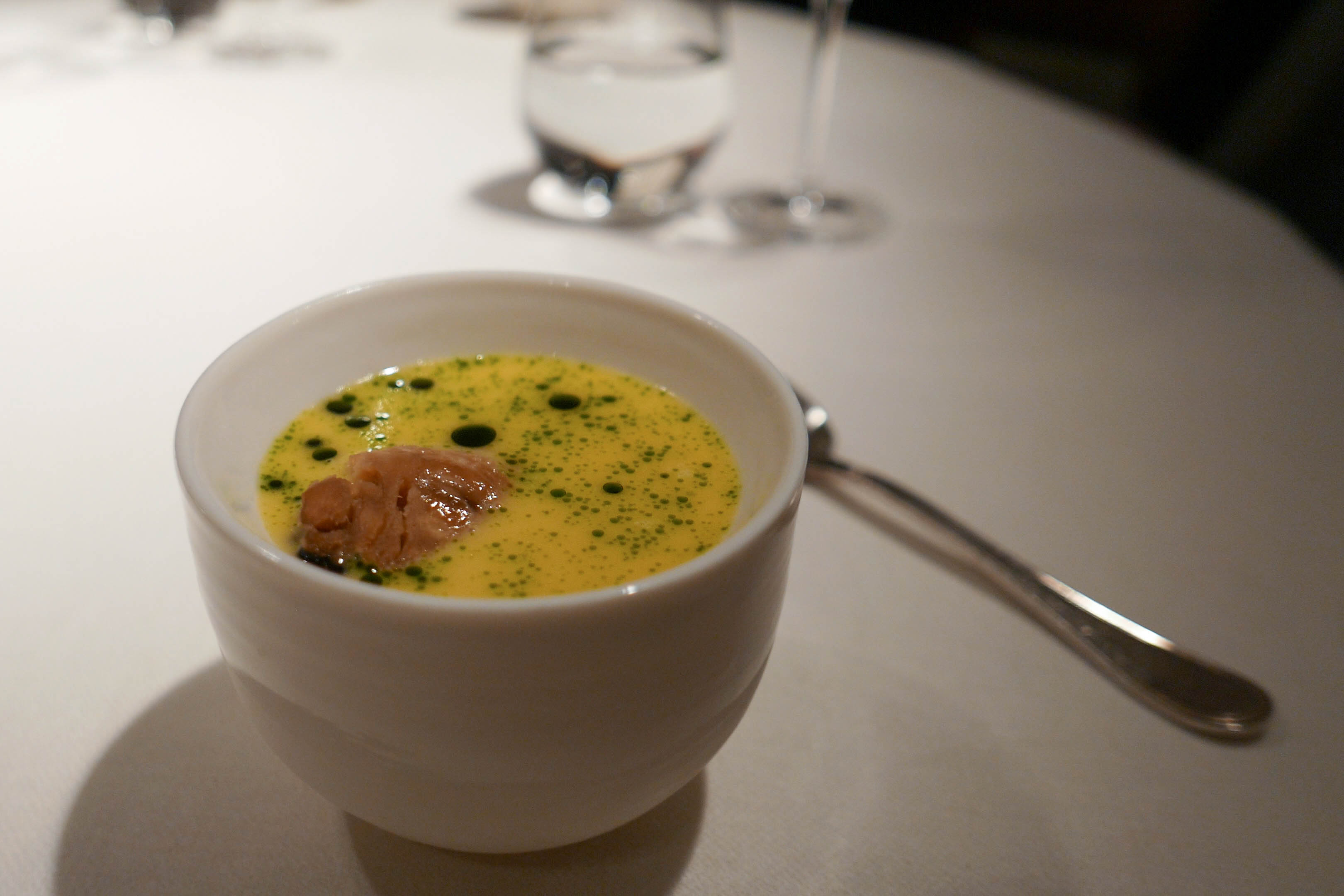
Api-rave fumat amb faig, pa de closca i brou d'olla.

Alguns suggeriments de com utilitzar l'api-rave són:
- Ratllat cru a les amanides d'hivern.
- Crema d'api-rave amb una mica de ceba.
- Crema d'api-rave, carbassa i moniato.
- Crema d'api-rave amb fenoll.
- Sopa juliana de verdures d'hivern (porro, carlota, col i api-rave).
- Puré d'api-rave per acompanyar carn de caça o peix.
- Api-rave al forn servit amb allioli de codony.
- Xips d'api-rave.
- Api-rave i carlota a rodanxes al vapor servit amb un amaniment amb oli d'oliva, suc de llimona, suc de taronja i julivert (plat típic de Turquia).

### Emmagatzematge
Aquesta hortalissa d'arrel es conserva molt bé durant l'hivern en una habitació fresca i lliure de gelades (garatge, celler o rebost). Convé netejar-la bé, llevant les penques de les fulles i les arrels que puga tindre. També es pot conservar a la nevera a uns 0-1,5 °C i 85-90% d'humitat relativa, la qual cosa permet emmagatzemar-la perfectament unes 7 setmanes. Així que, una vegada a la llar s'aconsella guardar-la al frigorífic a l'interior d'una bossa de plàstic perforada.

## Nutrició
L'api-rave és un aliment molt ric en:
- Vitamines: destaca en vitamina K, vitamina liposoluble que intervé en mecanismes de coagulació de la sang i en el metabolisme del calci. També conté vitamina C, és un potent antioxidant que regenera la vitamina E, que preveu les malalties cardiovasculars i participa en la detoxificació hepàtica, i participa en funcions dels sistema nerviós i del sistema immunitari per combatre virus i infeccions. Finalment, vitamina B6, que ajuda, entre d'altres, en la síntesi i catabolisme d'aminoàcids que intervenen en múltiples funcions, com ara les reaccions de detoxificació hepàtica i manteniment del sistema immune.
- Minerals: fòsfor, que forma part dels ossos i dents, i controla l'equilibri àcid-base de la sang, potassi, electròlit principal dels fluids intracel·lulars, i manganès, oligoelement activador d'enzims que intervenen en el metabolisme de greixos i sucres.
- Sucres: només en té un 5%. Respecte dels altres macronutrients, és pobre en proteïnes i pràcticament no té greix.
- Apigenina: flavona amb propietats anticanceroses.[19]

El quadre mostra el valor nutricional general de l'api-rave:
| Nutrient                      | Quantitat        |
| ----------------------------- | ---------------- |
| Valor energètic               | 176 kJ (42 kcal) |
| Aigua                         | 88 g             |
| Proteïna                      | 1,5 g            |
| Lípids (total)                | 0,3 g            |
| Àcids grassos saturats        | 0,079 g          |
| Àcids grassos trans           | 0 g              |
| Colesterol                    | 0 g              |
| Glúcids                       | 9,2 g            |
| Sucres                        | 1,6 g            |
| Fibra alimentària             | 1,8 g            |
| Vitamina A                    | 455 IU           |
| Vitamina B1 (Tiamina)         | 0,05 mg          |
| Vitamina B2 (Riboflavina)     | 0,06 mg          |
| Vitamina B3 (Niacina)         | 0,7 mg           |
| Vitamina B5 (Àcid pantotènic) | 0,352 mg         |
| Vitamina B6                   | 0,165 mg         |
| Vitamina C                    | 8 mg             |
| Vitamina K                    | 41 μg            |
| Calci (Ca)                    | 43 mg            |
| Ferro (Fe)                    | 0,7 mg           |
| Magnesi (Mg)                  | 20 mg            |
| Manganès (Mn)                 | 0,158 mg         |
| Fòsfor (P)                    | 115 mg           |
| Potassi (K)                   | 300 mg           |
| Sodi (Na)                     | 100 mg           |
| Zinc (Zn)                     | 0,33 mg          |

## Propietats medicinals
Evita la hipertensió arterial ja que la seua aportació de potassi ajuda a regular la tensió arterial. És molt recomanable en dietes d'aprimament i diabetis, ja que com és baix en carbohidrats es pot substituir per la creïlla i altres tubercles més rics en midó (5,6%).
És un magnífic depuratiu per a l'organisme. La vitamina B6 i la vitamina C participen en la detoxificació hepàtica i el potassi evita la retenció de líquids. És diürètic i conté propietats calmants.
En medicina popular es considera hipoglucemiant (ajuda a reduir els nivells de glucosa en sang). Un remei tradicional és:
- Coure al bany maria 300 g d'api-rave ratllat i el suc de 6 llimones durant 2 hores, i quan es tempere es posa a la nevera i se'n pren cada matí una cullerada sopera mitja hora abans d'esmorzar. El preparat dura dos mesos ben conservat.

En diverses fórmules de fitoteràpia xinesa, també s'inclou l'api-rave per regular la diabetis tipus 2. També en la medicina aiurveda s'empra per combatre dolors d'artritis, malalties del fetge i molèsties de menstruació.
En fitoteràpia s'empra per:
- El suc ajuda a calmar els nervis, per ser un bon equilibrant i restitueix el cos després d'una jornada d'exercici fort o febres.
- S'usa per a combatre l'excés d'acidesa del tub digestiu i alleuja la colitis, menjant-lo en amanides.
- Per a les malalties d'intestí i estómac es recomana api-rave amb alvocat en amanida.
- El suc és excel·lent per a eliminar l'excés d'àcid gàstric, el reumatisme, sobrepés, flatulència, patiment nerviós i menstruació escassa.
- La cocció de les llavors és usada per a l'efecte diürètic, hipertensió arterial, afeccions cardíaca congestiva, insomni i ansietat.
- A més les llavors redueixen el contingut de glucosa en la sang, la qual cosa ens beneficia per al tractament de la diabetis.

## Valor comercial
La producció europea és de 250.000 tones i els principals països productors són França, Regne Unit i Holanda. El seu cultiu a l'Estat espanyol és molt reduït i no apareix ressenya alguna de producció en els Anuaris del Ministeri d'Agricultura. No obstant això, sí apareixen dades quant a l'exportació. En 1985 es van exportar 792 tones per un valor de 30.371.000 pessetes.
A l'Estat espanyol no existeixen plantacions importants a nivell comercial, malgrat que el seu cultiu és possible. Això pot ser siga pel fet que no existeix una excessiva demanda o perquè està marginat per l'api. Encara que prosperen xicotetes plantacions a Logronyo, Catalunya i Illes Balears, les quals són destinades bàsicament a la conserva, sent el producte que es ven als mercats en fresc procedent de menudes importacions de Bèlgica i França.
Els rendiments que s'obtenen varien entre 35 i 60 tones/hectàrea.